# Ферри, Алессандра
Алессандра Ферри (итал. Alessandra Ferri; род. 6 мая 1963 года, Милан, Италия) — итальянская прима-балерина. Была прима-балериной Королевского балета в Лондоне (1983—1985), Американского театра балета (1985—2007) и Миланского Театра Ла Скала (1992—2007), а также была приглашённой международной артисткой, затем временно ушла на пенсию 10 августа 2007 года, в возрасте 44 лет, а затем вернулась в 2013 году. В итоге ей было присвоено звание прима-балерины ассолюта.

## Карьера
Алессандра Ферри родилась в Милане и начала изучать танец в Балетной школе театра Ла Скала. В возрасте 15 лет она выиграла стипендию, присуждаемую Британским Советом, впервые для танцора, и благодаря этому она переехала в Лондон, чтобы продолжить свое обучение в Королевской балетной школе.

### Королевский балет
В 1980 году Алессандра завоевала приз международного конкурса Приз Лозанны (Швейцария) и была принята в труппу Королевского балета. Она получила известность в 1983 году, когда Макмиллан выбрал 19-летнюю танцовщицу на главные роли в его балетах «Ромео и Джульетта», «Манон» и «Майерлинг». Ферри получила престижную премию Лоренса Оливье. Журнал «Данс энд дансерз» и газета «Нью-Йорк таймс» назвали ее балериной года в 1983 году.

### Американский театр балета
В 1985 году Михаил Барышников пригласил ее принять участие в мировом турне Американского театра балета (АВТ). Она объяснила это тем, что ей нужен был более высокий стандарт преподавания, который, как она верила, найдет в Нью-Йорке. Она танцевала с Барышниковым в 1986 киноверсию «Жизель». В АВТ она выступала в главных партиях в балетах: «Ромео и Джульетта», «Жизель», «Манон», «Дон Кихот», «Баядерка», «Щелкунчик», «Сомнамбула», «Лебединое озеро», «Веселая вдова» и многих других.

### Театр Ла Скала
Начиная с 1990 года, Ферри гастролирует по миру, как международная приглашённая звезда, посетив в Милан, Турин, Рим, Флоренцию, Генуя, Неаполь, Палермо, Лондон, Марсель, Париж, Берлин, Гамбург, Штутгарт, Гавану, Буэнос-Айрес, Сидней, Торонто, Санкт-Петербург, Москву, большую часть США и Нью-Йорк. В 1992 году Ролан Пети пригласил ее для исполнения Кармен в Парижской опере. С этого года Ферри также является прима-балериной ассолюта театра «Ла Скала», при этом работает и в Буэнос-Айресе, Римской опере, Театре Сан Карло в Неаполе.
Её прощание со сценой состоялось 10 августа 2007 года в Таормине.
В 2007 году Роберто Болле впервые вышел на сцену в качестве приглашённого артиста Американского театра балета, выступив на прощальном бенефисе Ферри.

### Возвращение на сцену
Далее она работала над танцевальной постановкой для Фестиваля двух миров (ит. Festival dei Due Mondi) в Сполето . Поставила короткий балет под названием «Piano Upstairs» о разрыве брака.
В 2013 году она вернулась на сцену после продолжительного перерыва в возрасте 50 лет с новой неожиданной программой выступлений. Её культовая роль, партия Джульетты в хореографии Кеннета Макмиллана, исполненная, когда ей было 53 года, стала мировой сенсацией.
В 2015 и 2017 годах она танцевала в Королевском театре Ковент-Гарден в трёхактном балете «Произведения Вулф», созданный по мотивам Вирджинии Вулф, хореография Уэйна МакГрегора. Ферри удостоилась за свою работу Национальной танцевальной премии Круга критиков как лучшая балерина и премии Лоуренса Оливье за выдающиеся достижения в танце.
В июне 2017 года Ферри, совместно с Роберто Болле и Сергеем Полуниным, появилась на сцене Королевского театра в балете «Маргарита и Арманд», классическом балете Ф. Эштона, основателя хореографии Королевского балета.

## Репертуар
- 1981 — Chanson (Па-де-де) — балетмейстер Кеннет Макмиллан, Королевский балет.
- 1982 — Invitation au Voyage - балетмейстер Michael Corder, Королевский балет.
- 1983 — Consort Lessons — балетмейстер Дэвид Бинтли, Королевский балет
- 1983 — Valley of Shadows - Кеннет Макмиллан, Королевский балет.
- 1984 — Different Drummer — Кеннет Макмиллан, Королевский балет.
- 1985 — Лебединное озеро — Розелла Хайтауэр, Ла Скала
- 1986 — Реквием — Кеннет Макмиллан, Королевский балет.
- 1989 — Пиковая дама / La Dame de pique Ролан Пети, Марсельский национальный балет.
- 1990 — Birdy — Жан Пьер Авиотт, Марсельский национальный балет.
- 1991 - White Man Sleeps — Daniel Ezralow, MaggioDanza.
- 1992 — Un Petit Train de Plaisir - Амедео Амодио, Aterballetto.
- 1993 — Поцелуй феи/Le Baiser de la Fée — балетмейстер Миша Ван Хук, Ла Скала
- 1994 - Le Sang d’un Poète/ Кровь поэта, La Voix Humaine/Человеческий голос — балетмейстер Ролан Пети, Teatro Studio, Милан
- 1995 — William Tell — Heinz Spoerli, Кубинский национальный балет.
- 1996 — Armide — хореографов Хайнц Шпёрли (Heinz Spoerli), Ла Скала.
- 1997 — Сицилийская вечерня — хореографов Хайнц Шпёрли (Heinz Spoerli), балет Римского оперного театра.
- 1997 — In Volo — хореограф Жан-Кристоф Майо, Американский театр балета.
- 1998 — Quartetto — хореограф Уильям Форсайт, Ла Скала.
- 1998 — Faust Tango — хореограф Оскар Арайз, фестиваль в Равенне.
- 1999 — Mambo Suite, балетмейстера Ана Мария Штекельман, театр Колон в Буэнос-Айресе.
- 2004 — Признанная Европа — хореографов Хайнц Шпёрли, Ла Скала.
- 2013 — The Piano Upstairs — хореограф Алессандра Ферри, Фестиваль двух миров в Сполето.
- 2013 — Cheri — хореограф Марта Кларк, Signature Theatre Company, Нью-Йорк
- 2015 — «Произведения Вулф», хореограф Уэйн МакГрегор, Королевский балет.

## Фильмография
- 1984 — Кеннет Макмиллан — «Ромео и Джульетта», в роли Джульетты с Уэйном Иглингом и Лондонским Королевским балетом.
- 1987 — фильм Герберта Росса «Танцоры» в роли Франчески, с Михаилом Барышниковым , Лесли Брауном , Джули Кент, Томми Раллом[16].
- 1987 — Джордж Баланчин «Сомнамбула», в роли девушки, ходящей во сне, с Михаилом Барышниковым и Американским театром балета[17].
- 1996 — «Жизель», в роли Жизель, с Массимо Мурру и Ла Скала
- 1998 — «Ромео и Джульетта» Па-де-де с Хулио Бокко
- 2000 — «Ромео и Джульетта», в роли Джульетты, с Анхель Корелла и Ла Скала
- 2003—«Летучая мышь»/«La Chauve-Souris», Ролана Пети, в роли Беллы с Массимо Мурру и балетом «Ла Скала».
- 2007 — «Сон в летнюю ночь» Джорджа Баланчина, в роли Титании с Роберто Болле, Массимо Мурру и балетом «Ла Скала».

## Награды
- 1980 — победитель конкурса «Приз Лозанны»
- 1982 — номинация на премию Лоренса Оливье за лучший балетный дебют
- 1983 — Премия Лоренса Оливье за лучшую роль в новой танцевальной постановке
- 1990 — Премия Леонида Мясина / Premia Positano la Danza Leonide Massine
- 1992 — звание «прима-балерина ассолюта»
- 2000 — приз «Бенуа танца», Москва
- 2005 — Орден «За заслуги перед Итальянской Республикой»
- 2005 — премия журнала Dance Magazine, Нью-Йорк
- 2016 — Национальная танцевальная премия Circle 'Circle — приз фирмы «Гришко» лучшей танцовщице.
- 2016 — Премия Лоренса Оливье за достижения в танце (за выступления в постановках Chéri и «Произведения Вирджинии Вульф» в тептре Ковент-Гарден.
- 2024 — премия конкурса «Приз Лозанны» за пожизненные заслуги.

## Личная жизнь
Была замужем за фотографом Фабрицио Ферри, от которого у нее родились две дочери — Матильда (род. в 1997 году) и Эмма (род. в 2002 году). Они выступили со своей матерью на сцене во время ее прощального представления. Они живут в Нью-Йорке.

## Примечание
1. ↑  Alessandra Ferri // Česko-Slovenská filmová databáze (чеш.) — 2001.
2. 1 2  Archivio Storico Ricordi — 1808.
3. ↑  Ferri Joins Ballet Theater. The New York Times. 5 июня 1985. Архивировано 22 ноября 2017. Дата обращения: 10 апреля 2020.
4. ↑  ballerinagallery.com. www.ballerinagallery.com. Дата обращения: 10 апреля 2020. Архивировано 15 марта 2022 года.
5. 1 2  ballet.co - Legend. web.archive.org (10 января 2011). Дата обращения: 10 апреля 2020. Архивировано 10 января 2011 года.
6. ↑  Балет «Ромео и Джульетта». Часть 2-я.. Обсуждение на LiveInternet - Российский Сервис Онлайн-Дневников. www.liveinternet.ru. Дата обращения: 10 апреля 2020.
7. ↑  Kourlas, Gia (25 июня 2007). A Final, Radiant Juliet, Then Farewell. The New York Times. Архивировано 20 июля 2019. Дата обращения: 10 апреля 2020.
8. ↑  L'ultima volta di Alessandra Ferri "Voglio finire con un sorriso" - Spettacoli & Cultura - Repubblica.it. www.repubblica.it. Дата обращения: 10 апреля 2020. Архивировано 26 апреля 2021 года.
9. ↑  Роберто Болле - Михайловский театр. mikhailovsky.ru. Дата обращения: 12 апреля 2020. Архивировано 12 апреля 2020 года.
10. ↑  Международный фестиваль CONTEXT. Diana Vishneva. www.contextfest.com. Дата обращения: 12 апреля 2020. Архивировано 12 апреля 2020 года.
11. ↑  06 04 2017Автор записи Екатерина Беляева. Щелкунчик и Произведение Вульф Королевский оперный театр Ковент. musicseasons (5 апреля 2017). Дата обращения: 12 апреля 2020. Архивировано 12 апреля 2020 года.
12. ↑  Alessandra Ferri — People — Royal Opera House. www.roh.org.uk. Дата обращения: 12 апреля 2020. Архивировано 28 апреля 2020 года.
13. ↑  ПРОИЗВЕДЕНИЯ ВУЛФ. Дата обращения: 18 апреля 2020. Архивировано 5 сентября 2017 года.
14. ↑  Кто танцует Вирджинию Вулф. www.culbyt.com. Дата обращения: 12 апреля 2020. Архивировано 12 апреля 2020 года.
15. ↑  Williams, Sally (1 июня 2017). How I kept my ballerina body... aged 54. By dancer Alessandra Ferri. The Telegraph. Архивировано 12 апреля 2020. Дата обращения: 12 апреля 2020.
16. ↑  Dancers [VHS]. Дата обращения: 14 апреля 2020. Архивировано 6 апреля 2017 года.
17. ↑  Михаил Барышников в балетах Джорджа Баланчина. Дата обращения: 14 апреля 2020. Архивировано 9 марта 2018 года.
18. ↑  pailish. Александра Ферри. PAILISH (16 декабря 2017). Дата обращения: 12 апреля 2020. Архивировано 12 апреля 2020 года.
19. ↑  Valerie Gladstone. Alessandra Ferri (англ.). Playbill (Mon Jun 11 13:03:00 EDT 2007). Дата обращения: 12 апреля 2020. Архивировано 12 апреля 2020 года.